# Universal Links on Human Rights
Universal Links on Human Rights és una escultura commemorativa situada a Dublín, Irlanda, a una illa de trànsit a l'encreuament d'Amiens St i Memorial Road, propera a Busáras i The Customs House. És una esfera formada per cadenes i barres entrellaçades soldades, de 260 cm de diàmetre, que té una flama eterna en el centre, alimentada per gas natural del dipòsit Kinsale Head. Va ser encarregada per Amnistia Internacional el 1995 i dissenyada per Tony O'Malley. Representa les presons que retenen a presoners de consciència.